# Physikanten & Co.
Physikanten & Co. sind ein Team von Wissenschaftlern und Künstlern, die Wissenschaftsshows für Bühne und Fernsehen entwickeln. In ihren Shows kombinieren die Physikanten spektakuläre Experimente mit verständlichen Erklärungen und Elementen einer Comedyshow. Außerdem bieten sie Moderationen zu wissenschaftlichen Themen, Workshops und Fortbildungen für  Lehrer an. Seit ihrer Gründung im Jahr 2000 haben die Physikanten mehr als eine Million Zuschauer erreicht – in Deutschland, aber auch europaweit sowie in Japan, Südafrika, Abu Dhabi und Jordanien. Physikanten-Gründer Marcus Weber präsentiert regelmäßig spektakuläre Experimente in der ARD-Samstagabendshow „Wer weiß denn sowas XXL“ mit Elton und Bernhard Hoëcker.

## Geschichte
Gegründet wurden die Physikanten im Jahr 2000 von den Physikern Jörg Gutschank und Marcus Weber (geb. Hienz). Beide traten neben ihrem Studium als Jongleure und Kleinkünstler auf. Am Ende ihres Studiums bewarben sie sich um eine Förderung der Organisation Science on Stage mit dem Ziel, Physik bühnentauglich zu machen und so mehr Menschen für Naturwissenschaften zu begeistern. Mit den Fördergeldern entstand die erste Bühnenshow um das Thema Mechanik. Auftritte auf Messen, für Unternehmen, Schulen und Hochschulen folgten. Weitere Shows zu verschiedenen Themen entstanden. Im Lauf der Jahre wurden die Physikanten mit diversen Preisen ausgezeichnet.
Nach dem Ausstieg von Jörg Gutschank führte Marcus Weber das Unternehmen allein weiter, das er bis heute leitet. Zum Team gehören feste Mitarbeiter in Büro, Werkstatt und Lager in Witten (Nordrhein-Westfalen) sowie eine Gruppe von Darstellern mit schauspielerischem und naturwissenschaftlichem Hintergrund. Inzwischen verzeichnen die Physikanten rund 200 Auftrittstage pro Jahr.
Zusätzlich liefern die Physikanten Experimente für verschiedene Fernsehsendungen, unter anderem Frag doch mal die Maus (Das Erste), Galileo (ProSieben), Luke! Die Schule und ich (Sat.1), Die beste Klasse Deutschlands (KiKA) und den ZDF-Fernsehgarten. In der Samstagabend-Sendung Wer weiß denn sowas XXL (Das Erste) präsentiert Marcus Weber spektakuläre Versuche.

## Auszeichnungen
- 2000: Gewinner des deutschen Auswahlverfahrens zum internationalen Didaktik-Kongress „Physics on Stage“ in Genf
- 2002: Sieger im StartART-Wettbewerb für Unternehmensgründer aus Kunst und Kulturwirtschaft, verliehen vom Landesministerium für Wirtschaft und Arbeit NRW, Gewinn des PFAU-Preises für Existenzgründungen an Hochschulen
- 2004: Universitätspreis für besondere Verdienste in der Wissensvermittlung, verliehen von der Universität Duisburg-Essen
- 2005: „Most successful science show“, Publikumspreis, verliehen vom Technopolis Science Center in Mechelen, Belgien
- 2006: Gewinner der „Best Demo Competition“, Wettbewerb, ausgetragen von dem Wissenschaftskommunikationsverein British Interactive Group (BIG)
- 2010: 2. Platz bei der „Best Demo Competition“, Wettbewerb, ausgetragen von dem Wissenschaftskommunikationsverein British Interactive Group (BIG)
- 2012: Medaille für naturwissenschaftliche Publizistik, verliehen von der Deutschen Physikalischen Gesellschaft
- 2016: Gewinner der „Best Demo Competition“, Wettbewerb, ausgetragen von dem Wissenschaftskommunikationsverein British Interactive Group (BIG)
- 2018: Gewinner der „Best Demo Competition“, Wettbewerb, ausgetragen von dem Wissenschaftskommunikationsverein British Interactive Group (BIG)

## Programm
Das Programm der Physikanten umfasst mehrere hundert Experimente zu verschiedenen Themen der Naturwissenschaften. Themen waren unter anderem:
- Ha! Zwei! Ooh! – Thema Wasser
- Die Interaktive Weihnachtsshow
- Meere und Ozeane
- Physikers Mondfahrt – Thema Astronomie und Mondlandung
- Fußball und Physik – Weltmeister durch Wissenschaft
- Heiß! Die Klima-Show
- Erdgas und mehr
- 500.000 Volt – die Elektro-Show
- Physik XXL – Unerreichte Experimente mit Marcus Weber
- Licht an! Die Licht-Show
- Die Physikanten-Motor-Show
- Physik und Musik
- Tischtüfteleien – Tischzauberei physikalisch
- Das Science-Dinner – Dinnershow mit umfangreichem Bühnenprogramm, Mehrgangmenü und Publikumsquiz
- Van-de-Graaff-Generator
- Wissensshows für Grundschulen
- Specials – speziell für einzelne Auftraggeber entwickelte Shows

## Fernsehen
- Kopfball (Das Erste)
- Frag doch mal die Maus (Das Erste)
- Galileo (ProSieben)
- Luke! Die Schule und ich (Sat.1)
- Die beste Klasse Deutschlands (KiKA)
- ZDF-Fernsehgarten
- Wer weiß denn sowas XXL (Das Erste)

## Auftritte
Die Physikanten zeigen ihr Programm
- auf Messen (u. a. IAA, IFA, Hannover-Messe, CEBIT, Ideen-Expo, Best of Events, BAU München),
- bei Unternehmen (u. a. Daimler AG, Eon, Fraport, EnBW, Evonik, GlaxoSmithKline, Industrie- und Handelskammer Hessen, Lancaster/Coty, Roadshow, Maritim-Hotels, Rm health communication GmbH + Co. KG, Robert Bosch GmbH, Roche Pharma, RWE, Schweizer Fernsehen, Securitas Versicherungen)
- bei Organisationen (Deutsche Botschaft Warschau, Bundeskanzleramt, Bundesumweltministerium)
- in Schulen[3]
- an Universitäten[4][5][6]
- in Theatern[7] (u. a. Varieté et cetera, Bochum / Volksbühne Köln / Fritz Henssler-Haus Dortmund)
- in Museen[8][9] (u. a. Technik-Museum Sinsheim, Automobilforum Berlin, Deutsches Museum Bonn, Deutsches Museum München, Experimenta Heilbronn, Kindermuseum Klipp-Klapp in Oelde, Landesmuseum St. Pölten, Museum für Naturkunde Berlin, Phaeno Wolfsburg, Swiss Science-Center Technorama in Winterthur, Technoseum Mannheim, Universum Bremen)

## Veröffentlichungen
- Marcus Weber, Judith Weber: Physik ist, wenn’s knallt – wie man selbst Trockeneis herstellt und mit Käse einen Menschen schweben lässt – Experimentierspaß aus dem echten Leben mit den Physikanten, Mit einem Vorwort von Elton. 1. Auflage, Heyne, 2019, ISBN 978-3-453-60499-5[10]